# Hyposoter tibialis
Hyposoter tibialis là một loài tò vò trong họ Ichneumonidae.